# 로비 종
로비 종(Robbi Chong, 1963년 5월 28일 ~ )은 캐나다의 배우, 영화배우이다.
밴쿠버에서 태어났다.

## 영화
- 셀터 (2007년)
- 엘리 파커 (2005년)
- 폴터가이스트 - TV 시리즈 (1996년)
- 제3의 눈 (1995년)
- 골빈 사나이 (1990년)
- 코시컨 브라더스 (1984년)